# Regina Carter
Regina Carter (Detroit, 1966) is een Amerikaanse jazzvioliste. Ze bespeelde ooit de viool van Niccolò Paganini.

## Geschiedenis
Al op tweejarige leeftijd begon ze piano te spelen, maar op haar 4e jaar schakelde ze over naar de viool op aandrang van haar moeder.
Carter begon als een klassieke violiste, maar raakte geïnteresseerd in jazz toen ze de Cass Technical High School bezocht en haar beste vriendin, jazzsinger Carla Cook, haar introduceerde in de jazz. Thans wordt ze beschouwd als de beste violiste in dit genre.
Ze is de nicht van de bekende jazz saxofonist James Carter, behaalde haar “Music Degree from the Oakland University” en studeerde ook af bij het “New England Conservatory of Music in Boston”.
Al heel gauw leidde ze haar eigen “electric band”, maar verwierf medio jaren 90 bekendheid als violiste van het “All Female Jazz Quintet Straight Ahead”. De band produceerde drie albums op het Atlantic Jazz Label, maar daarna presenteerde Carter zich solo in de jazz wereld.
Eind 2001 speelde ze tijdens een concert in Genua op een viool “Il Cannone Guarnerius” vervaardigd in 1743, die eerder in het bezit was van Niccolò Paganini.
Carter is actief als docent, mentor en promotor van de Suzukimethode, heeft vele sessies verzorgd inclusief aan het “Berklee College of Music” en het “Stanford Jazz Workshop”.
Tegenwoordig treedt ze veel op met haar begeleidingskwartet.
In 2006 verwierf Carter een “MacArthur Fellows Program Grant” ook bekend als het “Genius Grant”.
Voor 2012 staat een tournee gepland met "The Bigger Band" van Joe Jackson, naar aanleiding van diens CD "The Duke", waarop Joe Jackson nummers van Duke Ellington interpreteert.

## Albums
- Rhythms Of The Heart
- Motor City Moments
- Freefall